# 劳拉·汤姆林森
劳拉·汤姆林森（英語：Laura Tomlinson，1985年1月31日—），英国女子马术运动员。她曾代表英国参加2008年和2012年夏季奥林匹克运动会马术比赛，获得一枚金牌和一枚铜牌。